# Seconde Restauration
Pour les articles homonymes, voir Restauration.
7 juillet 1815 – 2 août 1830
(15 ans et 26 jours)
Entités précédentes :
- Premier empire (Cent-Jours)

Entités suivantes :
- Royaume de France (Monarchie de Juillet)

La Seconde Restauration, officiellement le royaume de France, désigne le régime politique monarchique de la France de 1815 à 1830. Elle succède aux Cent-Jours, qui avaient vu Napoléon revenir brièvement au pouvoir. Après une période de confusion, Louis XVIII revient sur le trône. Débute l'expérience d'une monarchie constitutionnelle qui essaie de recréer une unité dans le pays sur des bases héritées à la fois de la Révolution et de l'Ancien Régime. Après une période marquée par un bref retour au pouvoir des monarchistes absolutistes ultras, qui se caractérise notamment par la Terreur blanche, le régime prend de 1816 à 1820 un tournant plus libéral, sous la direction des ministres Richelieu puis Decazes.
L'assassinat du duc de Berry en 1820 entraîne une réaction absolutiste des ultras, avec l'arrivée comme président du conseil des ministres de Villèle, qui mène une politique de plus en plus proche des désirs des ultras, qui se retrouvent en position encore plus favorable en 1824, à l'arrivée de Charles X sur le trône. C'est en effet sous son règne que sont adoptées les mesures les plus ancrées dans l'idéologie absolutiste, par exemple le « milliard des émigrés » mais aussi la loi sur le sacrilège religieux. La fin des années 1820 marque une opposition de plus en plus marquée de la part des libéraux. L'arrivée du ministère Polignac, résolument ultra, et les réponses inadaptées du souverain face à l'opposition entraînent la Révolution de 1830, la chute de la monarchie légitime et l'avènement de la monarchie de Juillet.
Si l'historiographie républicaine a souvent présenté la période comme un retour en arrière et une parenthèse sans grande importance, la Restauration reste un moment clé pour la France du XIXe siècle, puisqu'elle voit le pays s'initier à certaines des libertés acquises depuis la Révolution, mais aussi le développement économique du pays qui s'industrialise progressivement. La fin de la période voit également les débuts de la présence française en Algérie.

## Un difficile retour de la monarchie

### Hésitation et choix du retour des Bourbons

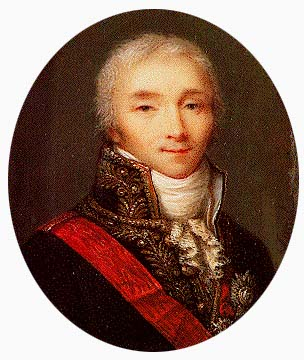
Joseph Fouché joue un rôle décisif dans le retour des Bourbon sur le trône de France après les Cent-Jours.

La Première Restauration, débutée en 1814, se solde au bout de moins d'un an par un échec. Le souverain Louis XVIII ne parvient pas à maintenir l'unité du pays, passé le soulagement de la fin des guerres napoléoniennes, et le débarquement de Napoléon Ier entraîne sur sa route les espoirs d'un grand nombre. Le 19 mars, le souverain doit quitter le Palais des Tuileries, les forces de l'empereur approchant de la capitale. Louis XVIII franchit la frontière et se réfugie à Gand le 23. Il y établit un gouvernement en exil, tandis qu'en France, ses partisans tentent en vain de se soulever ; cependant, le roi a pleinement conscience que son destin dépendra avant tout de l'action des puissances étrangères, qui se mobilisent au même moment contre Napoléon.
La position de Louis XVIII n'est alors guère confortable. Le retour des Bourbons sur le trône en 1814 avait été principalement soutenu par les Anglais, tandis que la Russie et l'Autriche y étaient réticentes. Pour les Alliés échaudés par l'expérience de la Première Restauration, la maison d'Orléans apparaît comme un choix plus sûr. Le soutien décisif en faveur des Bourbon est Arthur Wellesley, duc de Wellington et vainqueur de la bataille de Waterloo, qui réussit à faire pencher les Alliés en faveur du retour de Louis XVIII. Cependant, tous déclarent ne pas vouloir s'imposer dans la politique interne de la France.
La seconde restauration ne sera pas forcément plus favorable aux Bourbons. Malgré l'abdication de Napoléon Ier, les députés restent très hostiles au roi. Le 23 juin, Joseph Fouché prend la tête du gouvernement provisoire et manœuvre pour organiser le retour des Bourbons, en écartant Napoléon, qu'il essaie de faire rapidement embarquer pour les États-Unis, ou La Fayette. Quant à la Chambre des députés, il lui propose de travailler à un projet de constitution, qui n'a d'autre but que de l'enliser dans de multiples débats. Fouché a ainsi les mains libres pour négocier avec les puissances étrangères. Il conclut finalement la capitulation de la France et accepte de retirer les armées au-delà de la Loire. La France est encore divisée, mais les manœuvres de Fouché réussissent, et l'arrivée des Russes dans Paris, le 6 juillet, finit de régler la question : le roi peut désormais revenir.

### Occupation étrangère et Terreur blanche

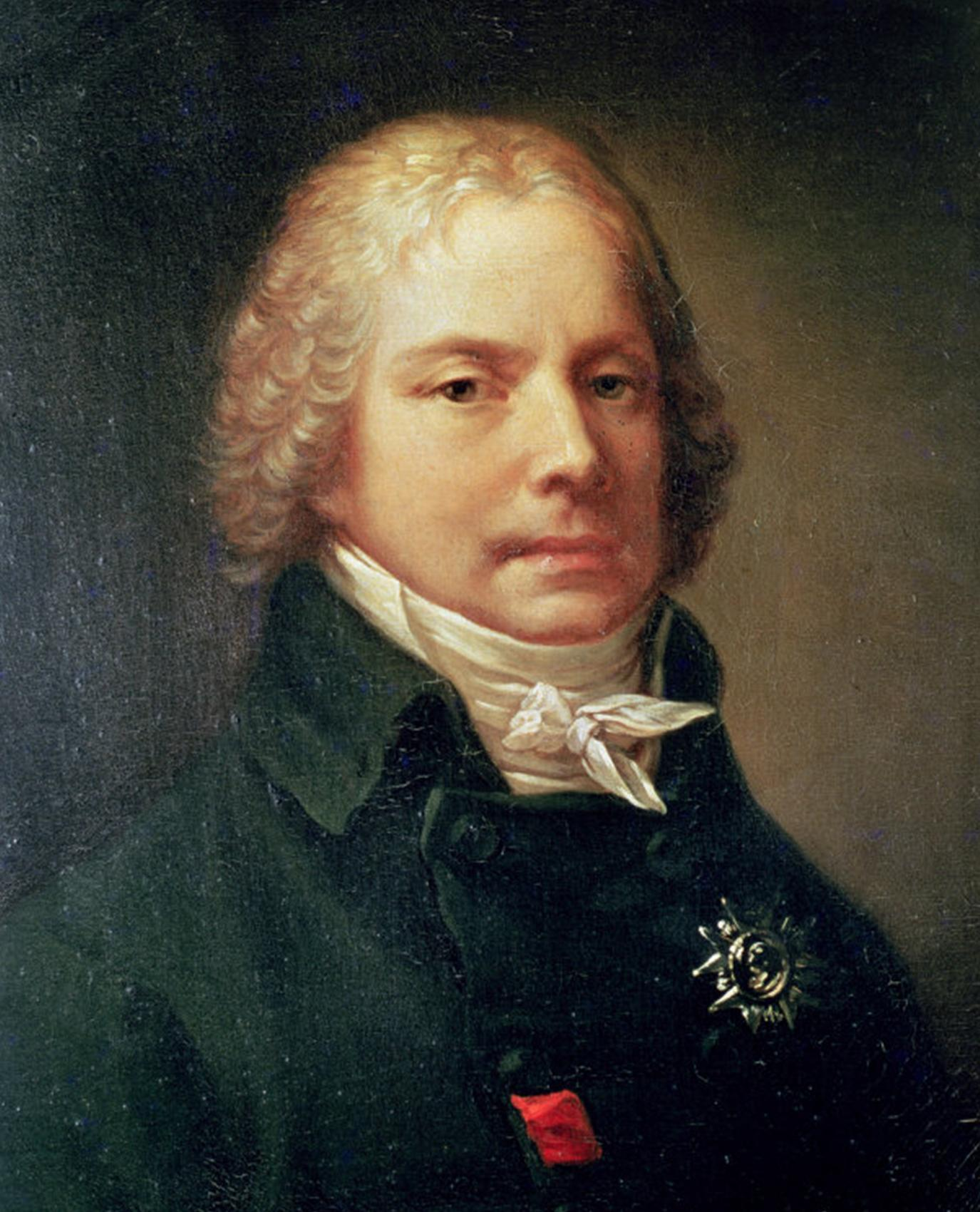
Talleyrand prend dès le 9 juillet la tête du premier gouvernement de la Seconde Restauration.

Louis XVIII revient à Paris le 8 juillet 1815 sur conseil de Talleyrand qui espère ainsi prendre de court les Alliés. Le retour n'est pas sous les meilleurs auspices : en revenant à la suite d'une défaite de l'armée française, et en humiliant celle-ci en lui refusant le drapeau tricolore, le roi conforte ses opposants dans l'idée qu'il revient « dans les fourgons de l'étranger », ce qui devient une thématique récurrente dans le discours des ennemis des Bourbon. Le 9 juillet, le gouvernement est confié à Talleyrand ; Fouché en assure également dans les faits la direction en recevant la charge de la police. Dans le même temps, les institutions subissent une épuration, tandis que Talleyrand et Fouché œuvrent pour garantir un plus grand pouvoir aux corps législatifs, et obtiennent la suppression de la censure préalable de la presse. Le roi doit également trouver un compromis pour maintenir la stabilité de l’État sans trop froisser ses partisans ultras. Il déclare « pardonner aux Français égarés », tout en promettant la « vengeance des lois » contre ceux qui ont permis le retour de l'empereur. Fouché établit dans un premier temps une liste de 300 personnes, réduite ensuite à une vingtaine de personnes à condamner et une quarantaine à surveiller.
Dans le même temps, c'est en effet l'occupation étrangère qui pose le plus grand tort au régime. Le gouvernement peine à contrôler toute son armée, qui refuse d'accepter la défaite, et certaines places fortes continuent à se défendre face aux Alliés. Cependant, cette résistance est très symbolique : plus d'un million de soldats étrangers occupent le pays à l'été 1815, en se livrant à des pillages et exactions destinées à financer l'occupation, qui touche la plus grande partie du pays. L'occupation diffère cependant selon la nature de l'occupant ; ainsi Wellington veille au bon comportement des troupes britanniques, craignant sinon de causer des révoltes ; à l'inverse, les troupes prussiennes inspirent la terreur. Le 9 juillet, une commission est créée pour verser les 50 millions demandés pour financer les occupants. Après le traité établi en septembre, la facture s'élève à dix millions par mois ; les Alliés, jusqu'en septembre, ne se pressent pas pour établir un traité, ce qui leur permet de vivre de leur occupation.
Ce n’est pas le seul souci de Louis XVIII, qui doit contenir la fureur des ultras, monarchistes absolutistes. Ceux-ci perpètrent des massacres envers les Bonapartistes après les Cent-Jours, c’est la « Terreur blanche ». Si elle reste modérée en Vendée, où elle est affaiblie par des divisions, elle s'exprime surtout dans le Midi, où les opposants à l'empereur se sont réunis au sein de sociétés secrètes et considèrent la bataille de Waterloo comme le signal du début des vengeances. Des massacres éclatent à Marseille, à Toulon, dans les villes de la vallée du Rhône. À Nîmes, les exactions prennent une allure de guerre de religion et se dirigent principalement vers les protestants, donc beaucoup fuient la ville. Le gouvernement peine à agir, ce qui nuit à sa réputation : c'est l'occupation autrichienne qui met fin aux troubles. Qui plus est, la condamnation de ces troubles par le roi lui oppose une partie des absolutistes : en Vendée, les exactions contre les acquéreurs de biens nationaux se poursuivent malgré les demandes du souverain, pendant plusieurs années.

### La«Chambre introuvable»

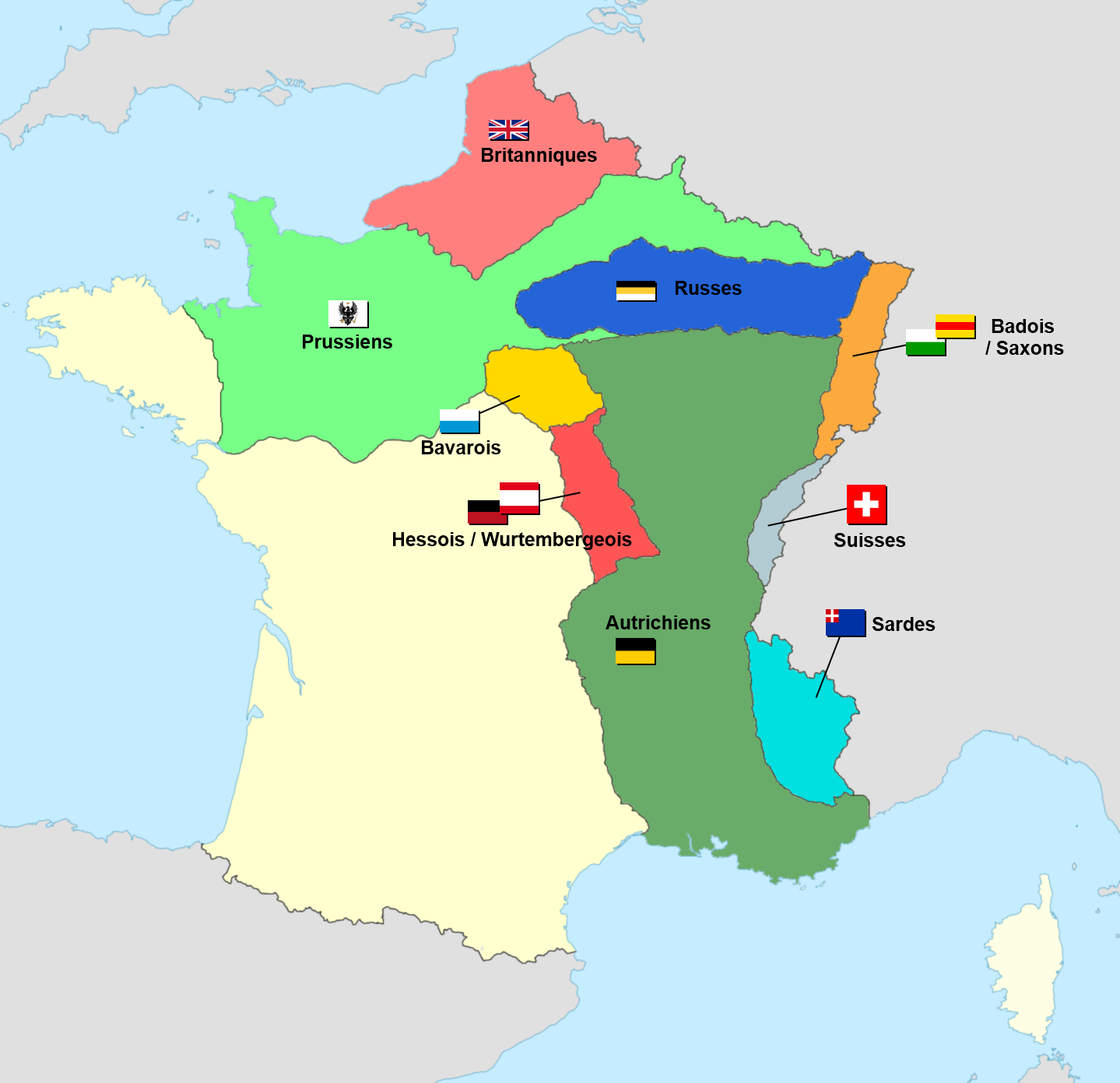
Le Traité de Paris décide de l'occupation de la France par les puissances alliées, pour cinq ans (réduits finalement à trois).

Aussitôt le roi rentré en France, la Chambre des députés élue durant les Cent-Jours est dissoute. De nouvelles élections sont organisées pour élire les 402 députés, en respectant les collèges électoraux formés sous l'Empire. L'âge minimal des électeurs et des éligibles est abaissé (à 21 et 25 ans) : tout ceci vise à noyer les extrêmes, redoutés par le gouvernement, qu'il s'agisse des jacobins ou des royalistes purs. Ces projets sont cependant remis en cause par le climat qui règne alors dans le pays : la peur face aux Cent-Jours et à la Terreur blanche entraîne une victoire radicale des royalistes convaincus, qui représentent les neuf dixièmes de la nouvelle chambre, que Louis XVIII qualifie d'« introuvable » tant ce résultat lui semblait improbable.
Cette nouvelle chambre se démarque par son ardeur : aussitôt élue, les adresses demandant au roi de punir les régicides affluent. Pour les satisfaire, Talleyrand sacrifie Fouché, qu'il remplace au ministère de la police par Decazes. Le seul espoir du chef de gouvernement est de conserver le prestige international qu'il avait acquis l'année précédente par son rôle au Congrès de Vienne. Cependant, les négociations de paix ne vont pas dans le bon sens. Le second Traité de Paris est en effet moins favorable que le premier. La France perd la Sarre, la Savoie, ainsi que quelques communes du Pays de Gex, Landau, Philippeville et Mariembourg. L’occupation étrangère est également décidée pour plusieurs années, tandis qu'une grande indemnité de guerre est demandée à la France. Talleyrand choisit de démissionner avant d'avoir à signer. Louis XVIII le remplace par Richelieu.
Ancien émigré, hostile à Bonaparte et à la Révolution, Richelieu rassure la nouvelle chambre. Sa proximité avec les Russes (chez qui il avait émigré) effraie en revanche à l'étranger, notamment les Autrichiens. L'autre homme fort du gouvernement est Decazes, qui s'attire rapidement la faveur du roi. Lorsque la Chambre commence ses travaux en octobre, elle est noyautée par les Chevaliers de la Foi, société ultraroyaliste qui parvient ainsi à imposer ses vues, notamment en ce qui concerne les représailles contre les Jacobins et ceux qui ont contribué aux Cent-Jours. Sont ainsi votées plusieurs lois pour les satisfaire : la loi de sûreté générale (29 octobre), permettant d'emprisonner les suspects de complots, la loi contre les cris et écrits séditieux (9 novembre) ou encore la loi d'amnistie du 12 janvier 1816, qui punit d'exil ceux qui en sont exceptés, notamment les régicides ralliés aux Cent-Jours. À plusieurs reprises, Richelieu et le gouvernement doivent modérer les ardeurs de la Chambre pour limiter cette « Terreur blanche légale ». Lazare Carnot, Jacques-Louis David, Fouché et bien d'autres doivent ainsi quitter le pays. Si les emprisonnements sont plus limités que le veut la légende noire de la Chambre introuvable, de nombreuses actions symboliques comme la chasse aux insignes impériaux la placent sous le signe de la revanche, une image qui s'attache ensuite plus généralement à la Restauration tandis que l'opinion se polarise.
Rapidement, l'opposition entre la Chambre et le gouvernement se renforce, notamment au sujet du budget, et surtout de la loi électorale. Alors que le gouvernement souhaiterait un cens s'élevant à 300 francs et une chambre renouvelée par cinquième chaque année, les ultras y voient une tactique pour donner l'ascendant aux classes moyennes supposées plus libérales. Ils vont jusqu'à proposer un abaissement du cens à 50 francs, afin de faire entrer dans le corps électoral les populations paysannes, qu'ils pensent plus soumises aux élites locales. Jugeant que cette situation nuit au pays, notamment vis-à-vis de l'étranger, Decazes finit par gagner le reste du gouvernement et Louis XVIII à l'idée d'une dissolution. La dissolution survient le 5 septembre 1816, accompagnée d'une déclaration du souverain, affirmant qu'elle a pour but de protéger la Charte de 1814, menacée par les ultras. Cette dissolution est donc bien perçue par l'opinion.

## Sous le gouvernement des constitutionnels (1816-1820)

### Tentative de stabilisation du pays et lois libérales

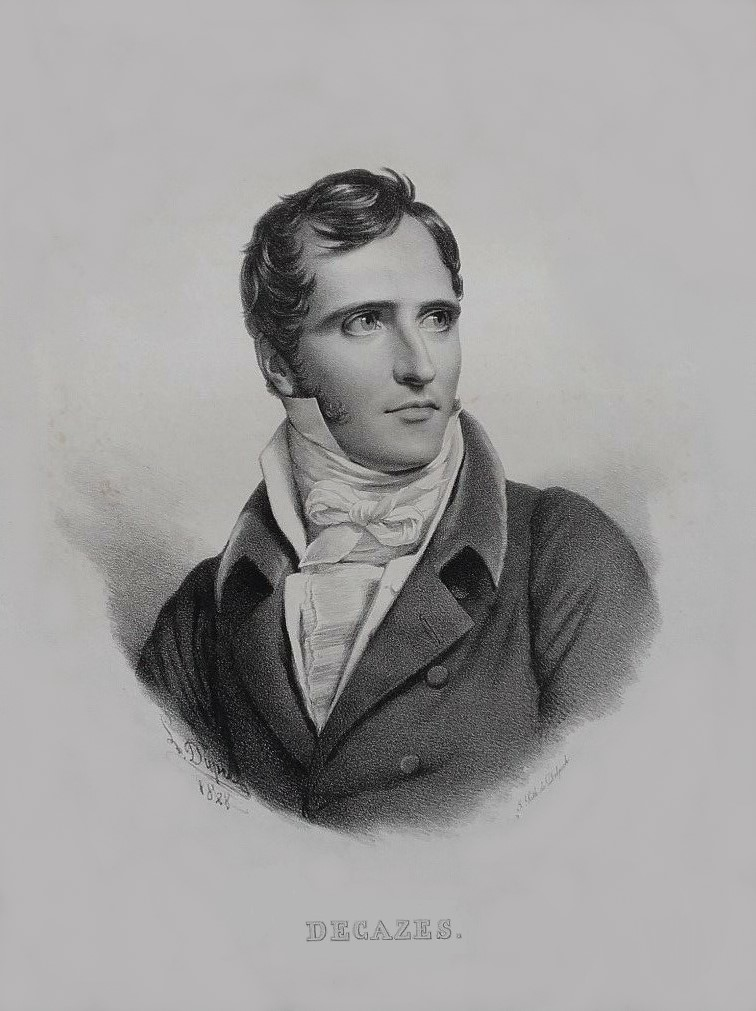
Decazes est l'homme fort du régime durant la période libérale de la Restauration, de 1816 à 1820.

La dissolution de la « Chambre introuvable » entraîne de nouvelles élections législatives en octobre 1816. À l'initiative de Decazes, les préfets soutiennent les candidatures de royalistes modérés, tandis que les ultras militent pour la réélection des sortants. Une coalition pour la défense des institutions soutient le souverain dans son désaveu de la chambre fraîchement dissoute. Candidatures officielles, nominations par le roi des présidents de collèges électoraux : tout est fait pour assurer la défaite des ultras, qui se produit. À l'exception du Midi et de l'Ouest de la France, ils sont battus, et ne représentent plus que 90 à 100 sièges, sur environ 260 députés,. Richelieu et Decazes, ce dernier étant le principal bénéficiaire de la victoire, s'associent donc pour une politique visant à stabiliser et consolider la société de 1789, mettre fin à l'époque des révolutions, ceci également afin de convaincre les alliés de la pérennité du régime et de mettre fin à l'occupation.
La nouvelle ligne politique consiste donc à procéder par réformes à une ouverture libérale, tout en soutenant le pouvoir du roi et en réaffirmant son autorité vis-à-vis des ultras. Cette démarche se concrétise par la multiplication dans le royaume des œuvres d'art dédiées à Louis XVIII. Ceci permet d'implanter l'image et l'autorité du souverain dans tout le pays. L'entreprise libérale passe par plusieurs grandes réformes : c'est notamment le cas de la loi Lainé (février 1817), loi visant à créer des conditions électorales en accord avec la Charte. Se retrouvent en mesure de voter les hommes de plus de 30 ans payant 300 francs d'impôt, et en mesure d'être élus les hommes de plus de 40 ans payant 1 000 francs. Concrètement, cette loi crée un corps électoral réduit, constitué de personnes plus âgées dans un pays où la jeunesse forme une grande partie de la population ; elle donne accès au vote à de petits industriels, commerçants et propriétaires formant une classe moyenne que les ultras soupçonnent d'être trop portée vers les idées libérales. Ils lui préfèrent des élections plus démocratiques, mais à plusieurs degrés, visant à donner le dernier mot à de gros propriétaires. Les libéraux, en revanche, considèrent la loi Lainé comme un fondement du régime. Cette loi prend le gouvernement à contre pied : lors des élections partielles suivantes, les ultras, ainsi que les ministériels perdent une douzaine de sièges face à l'opposition de gauche. Ce libéralisme trouve toutefois des limites, comme lorsque l'abbé Henri Grégoire, ancien conventionnel et proche des régicides, est élu à Grenoble avec les voix d'ultras pratiquant la politique du pire : l'émoi provoqué par cette élection conduit à son invalidation.
Ce libéralisme s'incarne aussi dans la loi Gouvion-Saint-Cyr qui organise le recrutement militaire par tirage au sort. Les nobles n’entrent plus automatiquement en tant qu’officier. Lorsque Decazes dirige le gouvernement à partir de 1818, il tente de donner un tour plus libéral encore à la politique du gouvernement. Le gouvernement favorise le développement économique et la liberté de la presse en abolissant la censure (lois de Serre). La presse n'avait plus été libre depuis la Terreur ; elle se voit l'objet de trois lois qui garantissent que l'expression d'une opinion ne devient pas criminelle en étant publique, et que par conséquent, ne doivent être punies que les opinions transgressant la loi. La publication devient libre après déclaration. L'armature ainsi établie perdure sous différentes formes jusqu'en 1881. Cette réforme est saisie par les ultras qui se servent de la presse pour critiquer le gouvernement. Peu à peu également, les républicains, qui ont fait leur entrée à la Chambre en 1818, réaffirment leur opposition au principe même de la Restauration. Decazes se retrouve ainsi dans une position délicate.

### Redressement économique et libération du territoire
S’appuyant sur la stabilité politique, le pays connaît une période de prospérité économique. La période est pourtant marquée par la crise frumentaire de 1816-1817, qui, avec ses causes climatiques, touche plusieurs pays européens. Cependant, ses conséquences sont plus dures en France qu'ailleurs, à cause des conséquences de l'invasion et de l'occupation étrangère. S'ensuivent des troubles qui prennent finalement la forme de jacqueries réprimées par l'armée. La disette n'est en revanche que très rarement exploitée politiquement. Cela laisse malgré tout craindre l'expression d'une fureur populaire de plus grande ampleur, principalement tournée contre l'occupant. L'Anglais Wellington, notamment, sait que l’apaisement ne pourra passer que par le départ des forces étrangères.
La libération du territoire devient l'objectif principal de Richelieu, qui élabore une stratégie à la fois prudente et pugnace, visant à ne pas s'impliquer dans les affaires internes des autres pays, ni favoriser certaines alliances, et ce jusqu'à la fin de l'occupation. Dès 1817, certaines possessions sont récupérées, tandis que les forces d'occupation sont réduites d'un cinquième. L'année suivante, les puissances étrangères organisent à Aix-la-Chapelle des négociations, où la France est représentée par Richelieu lui-même. En une dizaine de jours, la fin de l'occupation est obtenue et fixée au 30 novembre 1818, deux ans avant la date initiale, tandis que la France doit payer une indemnité de 265 millions. Le pays retrouve également une place parmi les grandes nations européennes, et est à nouveau invitée systématiquement aux consultations sur ces questions. Succès diplomatique, le congrès d'Aix-la-Chapelle marque également la fin du ministère Richelieu, fragilisé par son absence.
La croissance démographique s’installe, ce qui crée une abondante main d’œuvre rurale disponible et un marché intérieur en progression. On favorise le trafic antillais et le marché intérieur par des mesures protectionnistes contre la concurrence anglaise. La production agricole reste dominante, mais la révolution industrielle commence.

### Assassinat du Duc de Berry et fin de la période libérale

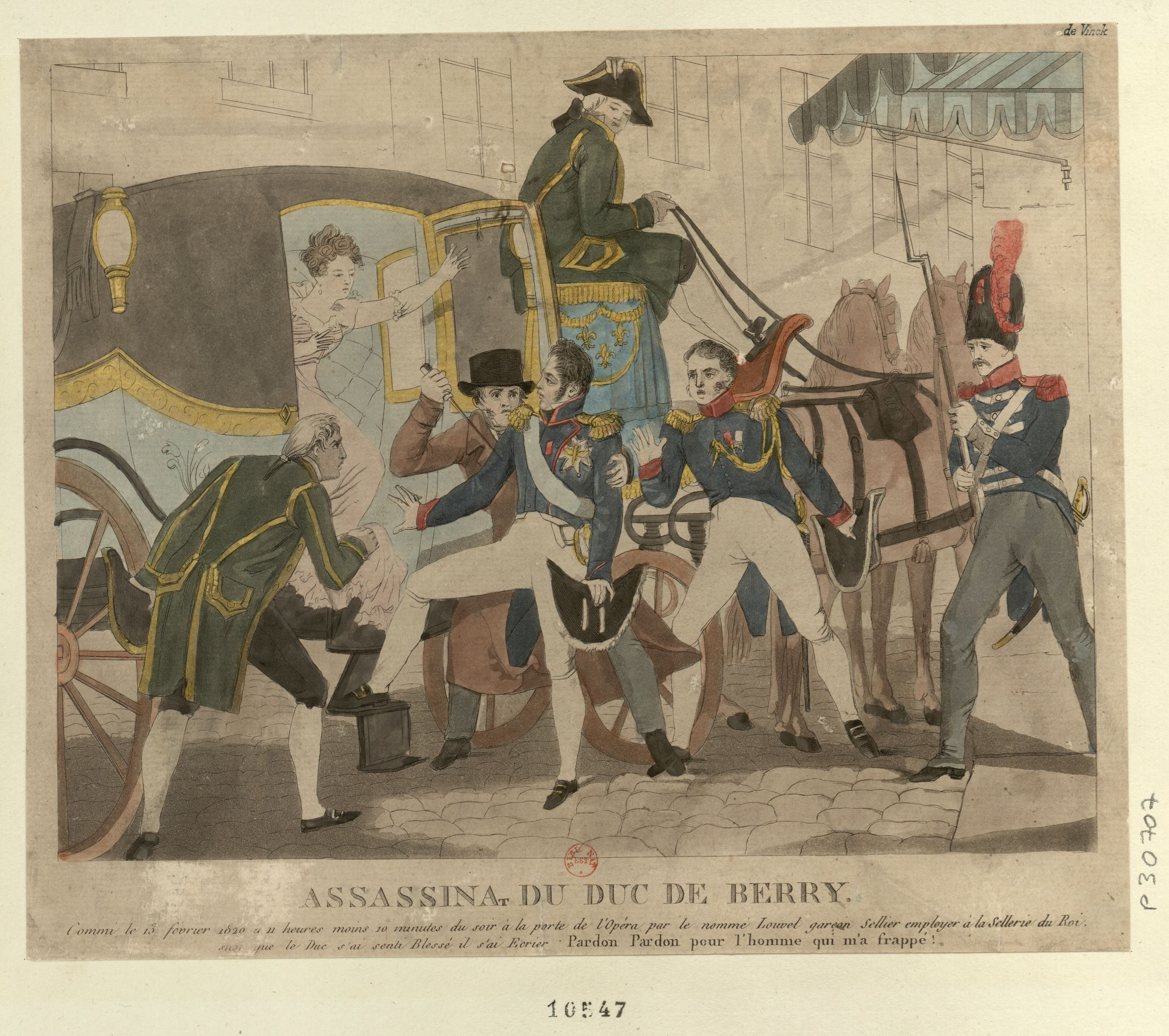
L'assassinat du duc de Berry en février 1820 cristallise les tensions entre libéraux et ultras et conduit à la fin du ministère Decazes.

Bien qu'implantée, la monarchie reste menacée par un danger qui la fragilise. En 1820, en effet, la question de la pérennité de la dynastie se pose. Louis XVIII est veuf depuis 1810 ; lui et son épouse n'avaient pas d'enfant. Le comte d'Artois, futur Charles X, est également veuf depuis 1805, mais a deux fils susceptibles de perpétuer la dynastie. L'aîné, le duc d'Angoulême, approche de la cinquantaine sans avoir d'enfant. Les espoirs sont donc tous tournés vers le couple formé par le duc de Berry et son épouse. Tous deux n'ont cependant, en 1820, qu'une fille, bien que la duchesse soit enceinte d'un nouvel enfant. De leur couple dépend l'avenir de la dynastie des Bourbon.
C'est donc un choc lorsque, le 13 février 1820, le duc de Berry est assassiné par l'ouvrier Louis Pierre Louvel. Le duc étant celui sur lequel reposait l'avenir de la dynastie, sa mort est perçue comme un régicide, et l'assassinat ne peut, dans l'esprit des contemporains, être l'acte d'un homme isolé. L'arrestation de nombreux bonapartistes ne permet cependant pas de découvrir de complot : l'acte de Louvel était isolé. L'assassinat renforce malgré cela les clivages : l'hostilité à l'égard des Bourbon éclate au grand jour, et des actes symboliques souvent favorables au retour de Napoléon ont lieu dans les jours suivants. Dans le même temps, les ultraroyalistes, meurtris, expriment leur tristesse et leur colère par la demande de mesures d'exception, et la condamnation du ministère libéral de Decazes. Des journaux comme Le Drapeau blanc ou encore Le Conservateur de Chateaubriand accusent clairement les quatre années de gouvernement libéral d'être responsables de la mort du prince, par le climat qu'elles ont créé. Cependant, la majorité gouvernementale est également catastrophée par l'événement, qui est un risque pour sa survie.
Ces événements amplifient donc le clivage entre les libéraux et les ultras, ce qui se concrétise à la Chambre, lorsque Decazes propose, pour rassurer ces derniers, des mesures d'exception. Elles sont en effet refusées à la fois par la gauche, qui en est la cible, et par la droite, qui n'en apprécie pas l'auteur. L'entourage du souverain demande fortement la démission du ministre, qui se fait finalement le 17 février. Très sollicité, Richelieu hésite pour sa part, jusqu'à ce que le comte d'Artois lui garantisse son soutien. Le 20 février, il forme un gouvernement.
L'assassinat du duc de Berry cause donc le virage à droite de la Restauration ; il est cependant loin d'en être à l'origine : les tensions à l'égard de Decazes étaient bien plus anciennes, mais l'événement et la mystique qui l'entourent finissent de cristalliser ces tensions. La naissance du fils posthume du prince, Henri, duc de Bordeaux, surnommé « l'enfant du miracle », ajoutent à la dimension symbolique de l'événement et redonne des espoirs dynastiques aux soutiens du régime.

## Réaction absolutiste

### Second ministère Richelieu et oppositions

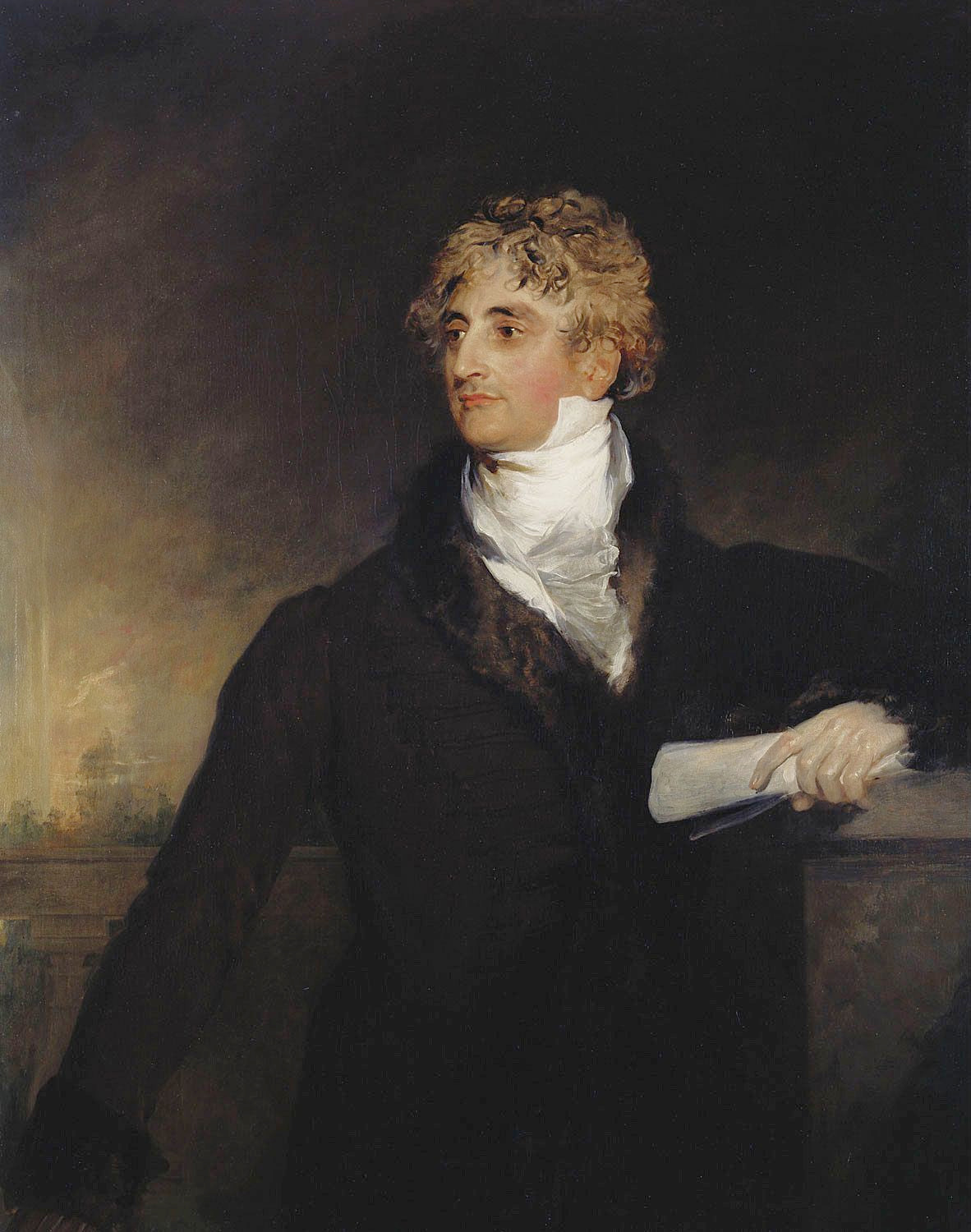
La tentative du duc de Richelieu de mener une politique de centre-droit tout en gardant l'approbation des ultras est un échec.

Richelieu de retour au pouvoir se trouve à la tête d'un gouvernement principalement inchangé : les principaux portefeuilles restent dans les mains de ceux qui les possédaient sous le ministère Decazes. Ainsi entouré tout en bénéficiant du soutien du comte d'Artois, Richelieu compte mener une politique de centre-droit. Les mesures d'exception qu'avait préparées Decazes afin de satisfaire les ultras sont ainsi votées pour contrer la gauche : il s'agit notamment de suspendre la liberté individuelle afin d'arrêter et détenir provisoirement et sans jugement quiconque est soupçonné de complot, mais également le retour de la censure de la presse qui rend très précaire la situation des journaux d'opposition. La loi électorale votée en 1820 est également préparée afin de contrer l'opposition de gauche, et introduit le concept du « double vote ». Les résultats sont immédiats : la droite, et notamment les ultras, remporte les élections législatives du mois de novembre, forçant Richelieu à se rapprocher d'elle et à intégrer dans son gouvernement des ministres sans portefeuille comme Villèle.
Le ministère Richelieu doit faire face à plusieurs formes d'oppositions. De la part de la gauche, tout d'abord, qui lutte âprement contre les lois votées : des manifestations surviennent, et la censure pousse peu à peu l'opposition vers l'illégalité, au point qu'un complot est déjoué en août par le gouvernement. La droite ultra n'est pas en reste et gagne en influence, notamment par le biais du comte d'Artois, qui prend progressivement l'ascendant sur son frère Louis XVIII, malade et vieillissant, et parvient à lui imposer ses volontés. Dans les faits, le souverain ne garde que l'apparence et la dignité du pouvoir. La naissance de l'« enfant du miracle » renforce également la tendance ultra en sapant les espoirs de la branche orléaniste et de son potentiel prétendant au pouvoir, plus apprécié des libéraux.
Bonapartistes, républicains et opposants en général espèrent retrouver un pouvoir à leur goût, et passent à l'action, notamment en 1821, qui marque les grandes heures de la Charbonnerie. Cette société secrète regroupant les mécontents espère provoquer une insurrection, mais échoue sous l'effet d'une forte répression. La dispersion de ses chefs en 1822 marque la fin des espoirs de coup de force des libéraux. Richelieu n'est cependant plus à la tête du gouvernement. Sa politique étrangère, jugée trop timorée tant par la droite que par la gauche, et sa volonté de prolonger la censure de la presse, également critiquée des deux côtés, conduisent à sa démission en décembre 1821, et au remplacement de son gouvernement par le ministère Villèle, appelé à durer jusqu'en 1828.

### Villèle et l'arrivée sur le trône de Charles X

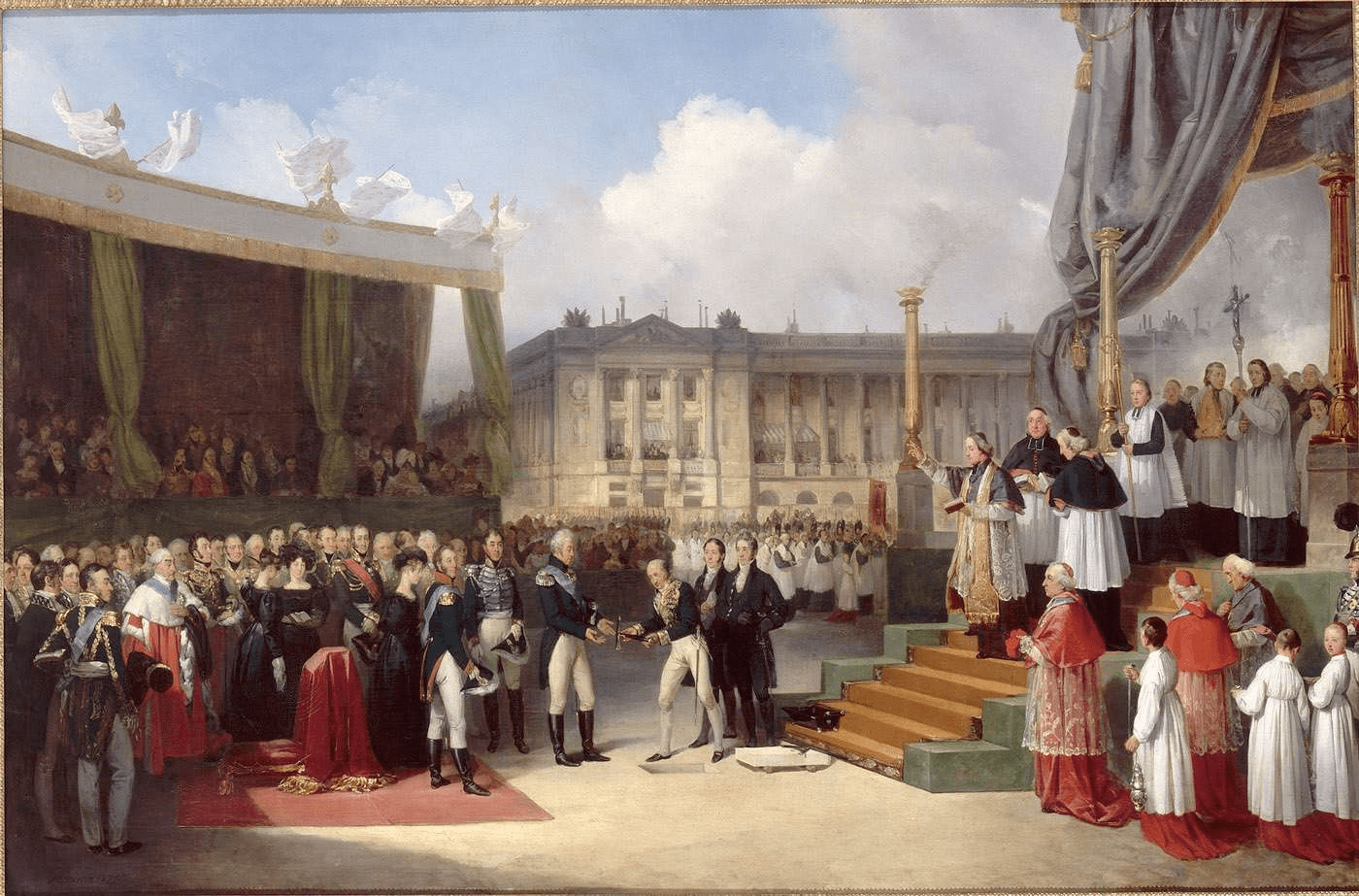
Inauguration du monument à la mémoire de Louis XVI par Charles X

Avec l'arrivée de Joseph de Villèle à la tête du gouvernement, la politique de la Restauration suit la volonté des ultras. Le ministère est formé selon les volontés du comte d'Artois qui choisit ses hommes, et Villèle en devient le chef en août, après avoir clairement montré qu'il dominait l'équipe. Le changement de gouvernement entraîne une épuration dans les administrations, afin de remplacer les derniers soutiens de Decazes par des ultras. À la veille des élections de novembre 1822, Villèle adresse également aux fonctionnaires une circulaire sans ambiguïté, leur demandant d’œuvrer à la victoire des ultras.
En tant que ministre des Finances, Villèle est à l'origine d'une très nette amélioration de la situation du pays. Sous son gouvernement, tous ses budgets à l'exception de celui de 1827 sont en excédent, permettant des dégrèvements (qui ont pour autre conséquence de réduire l'électorat). Il finit également de centraliser l'administration des finances et met en place le contrôle de la Cour des comptes sur les dépenses de l’État, mettant fin à d'anciennes pratiques frauduleuses. Le ministère Villèle voit également la France intervenir aux côtés de la Sainte Alliance pour rétablir la monarchie absolue en Espagne. Si Villèle est réticent à lancer une intervention armée, il s'y résigne finalement. Le prestige acquis par les victoires qui s'ensuivent permet de renforcer la monarchie et son gouvernement.
L'ultracisme de la politique de Villèle se démarque aussi par la censure, à partir de 1822, de la presse d'opposition. L'opposition est finalement abattue par la dissolution opportune de la Chambre en 1824, à la faveur de la guerre d'Espagne, qui donne une écrasante majorité aux ultras (430, contre 19 libéraux). Qui plus est, la nouvelle assemblée étant élue pour sept ans, la stabilité du pouvoir est assurée. Par ailleurs, 1824 voit la mort d'un Louis XVIII très affaibli, et remplacé par son frère, le comte d'Artois, plus vigoureux, qui prend le nom de Charles X. Si le monarque est en désaccord avec Villèle sur certains points, le ministère reste bien établi. La même année, il subit cependant un échec face au corps législatif : afin de pouvoir indemniser les émigrés, il propose une conversion de la rente. Cette mesure pénalisant les rentiers se révèle très impopulaire, et est rejetée par la Chambre des pairs après avoir été difficilement approuvée par celle des députés. L'année suivante, cependant, la très symbolique loi du milliard aux émigrés est votée pour indemniser ceux qui avaient perdu leurs biens au titre de biens nationaux. Le vote de la loi entraîne cependant de vastes débats ramenant souvent à l'héritage de la Révolution, et le bilan de la mesure est discuté.
L'autre pilier de la politique de Villèle concerne la politique religieuse, avec le renforcement de l'« alliance du trône et de l'autel ». De nombreuses concessions sont faites à l’Église catholique, en particulier sous la pression des Chevaliers de la Foi. Ainsi, une trentaine de diocèses sont créés, tandis que le renouvellement des évêques se fait (les nouveaux venus sont très majoritairement nobles). Dès 1821, afin de concurrencer l'Université, une ordonnance facilite la création d'écoles subordonnées à l’Église, offrant un enseignement bon marché. Les ultras au pouvoir rétablissent en 1822 le titre de grand-maître de l'Université, qui est confié à Mgr Frayssinous, qui devient également ministre chargé de l'Instruction. L'autorité sur l'école devient progressivement le monopole de l’Église. L'heure est également à la pénitence vis-à-vis de la Révolution. Ainsi, tout sacrilège dans les églises est puni de mort. Dans ce contexte, le sacre de Charles X, qui marque un retour à cette pratique, légèrement adaptée pour satisfaire aux exigences de la Charte, à la demande de Villèle. Cependant, une bonne part de l'opinion reste distante face à ces initiatives, et des campagnes anticléricales sont menées, renforçant la fermeté du souverain et de son entourage.

### Chute de Villèle

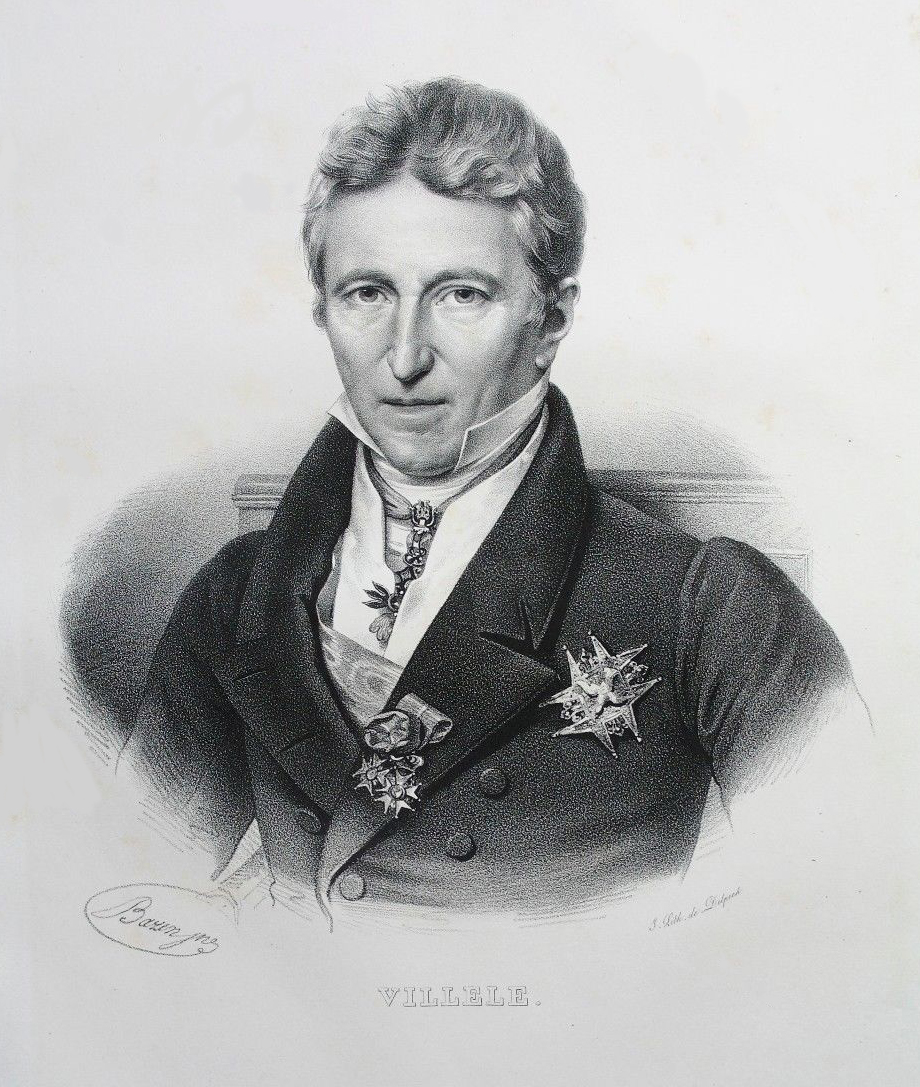
Joseph de Villèle est, de 1821 à 1828, à la tête du plus long ministère de la Restauration.

L’opposition bénéficie d’une nouvelle génération de libéraux, d’historiens comme Augustin Thierry, Michelet ou Guizot, qui prônent le déclin de l’aristocratie. Deux avocats, Thiers et Mignet publient des histoires de la Révolution française. Le philosophe Cousin anime le journal libéral Le Globe en 1824. Ils ont le soutien de la bourgeoisie parisienne, Laffite et Casimir Perier en tête. Ces libéraux s’opposent aux ultras. Mais Villèle connaît également des oppositions et divisions à sa droite : le ministre s'est ainsi mis à dos Montmorency, qui dissout les Chevaliers de la Foi en 1826, privant le gouvernement d'un précieux soutien. Chateaubriand se lance également dans d'intenses campagnes de critiques du ministère.
Dans ce contexte, Villèle subit plusieurs revers : en 1826, la loi qu'il propose sur le droit d'aînesse est rejetée par la Chambre des pairs. Face aux oppositions, caricatures et tribunes publiées par l'opposition, et avec le soutien de Charles X, le chef du gouvernement tente ensuite de faire adopter la « loi de justice et d'amour » visant à entraver plus encore la presse. C'est un nouvel échec. La jeunesse s'exprime de plus en plus dans la rue : dès 1825, les funérailles du général Foy, héros de l’Empire, rassemblent 100 000 opposants. Les obsèques de La Rochefoucauld-Liancourt sont également l'occasion, en 1827, d'une manifestation.
Charles X et son ministre tentent de réagir, dans une période de crise économique. Villèle dissout la Garde nationale, à la suite d'une revue durant laquelle les soldats ont hué sa politique, ce qui provoque la petite bourgeoisie qui va grossir le flot des opposants. L'un des ministres, le duc de Doudeauville, va jusqu'à démissionner en signe de protestation. Dans ce contexte troublé, Villèle tente le tout pour le tout, en nommant 76 nouveaux pairs fidèles au régime, puis en décidant, en novembre, de dissoudre la Chambre des députés. Le ministre espère ainsi obtenir un résultat aussi favorable que celui de 1824, mais ses espoirs sont vains. La jeune génération libérale s'est préparée, et la campagne est activement menée, notamment par Guizot avec l'aide de sa société Aide-toi, le ciel t'aidera. Les deux oppositions, de gauche et de droite, s'allient : la première obtient 180 sièges, la seconde 70. Le gouvernement est mis en minorité, avec 180 sièges seulement. Villèle, désireux de garder le pouvoir, propose en vain au roi un changement de ministres, tandis que Polignac propose au souverain de former un gouvernement d'extrême-droite, ce que Charles X refuse afin d'écarter Chateaubriand. Le 5 janvier 1828, un nouveau gouvernement est formé, sans Villèle.

## Fin de la Restauration

### Martignac et la tentative de conciliation

L'expédition de Morée, lancée sous le gouvernement Martignac, contribue au rétablissement du prestige extérieur de la France.

La chambre que laisse Villèle se révèle difficile à gouverner. Par ailleurs, le revers subi par le ministère et la forte poussée libérale sème le doute sur l'avenir de la dynastie, qui reste cependant soutenue tant par la droite que par une partie des libéraux. Dans ce contexte de divisions, Charles X tente de faire le choix prudent de la conciliation. C'est dans ce but qu'il décide de former un ministère de centre-droit. Comme le précédent, ce gouvernement n'a, au départ, pas de chef désigné, mais le vicomte de Martignac, par son éloquence et sa capacité à défendre la politique du ministère dans les assemblées, en devient dans les faits le meneur. Ce gouvernement est, dans l'idée de Charles X, une transition en attendant un retour au calme, et le roi reste durant cette période très proche de Villèle. Certain de sa popularité, le souverain envisage même un recours au coup de force pour imposer à terme son pouvoir personnel.
Malgré cela, le ministère Martignac mène pendant une année une politique libérale, en s'attaquant notamment aux jésuites et en limitant les congrégations religieuses dans l’enseignement. La loi sur la presse de juillet 1828 adoucit également le régime. Sur le plan extérieur, le ministère renforce l'influence de la France grâce à La Ferronnays, qui soutient l'expédition de Morée et la cause de l'indépendance grecque.
Cependant, Martignac perd rapidement le peu de considération que lui accordait Charles X, notamment à cause de ses initiatives menées contre l’Église. La rupture entre le souverain et ses ministres est claire dès novembre 1828, lorsqu'il revient sur le limogeage de fonctionnaires soutiens de Villèle. L'idée d'un gouvernement mené par Polignac, catholique et contre-révolutionnaire convaincu, commence à se préciser. Martignac se heurte par ailleurs à des oppositions de la part des producteurs lorsqu'il envisage, avec le soutien d'une partie des libéraux de gauche, une liberté commerciale modérée. Quant à la réforme administrative qu'il propose en avril 1829, elle est rejetée par la Chambre. Dès lors, et malgré une refonte, le ministère Martignac n'est plus destiné qu'à attendre la fin de la session parlementaire, en août 1829. La route est désormais libre pour Polignac.

### Polignac et la crispation des oppositions

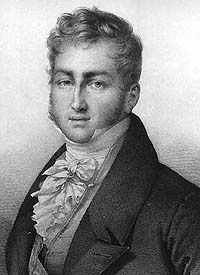
Polignac, fervent ultra, est le dernier chef de gouvernement de la Restauration.

Ancien émigré, Polignac rassemble au sein de son gouvernement des tenants de l'ultracisme dans sa forme la plus pure. L'Intérieur est ainsi confié à La Bourdonnaye, particulièrement lié aux excès de la Terreur blanche, tandis que la Guerre revient au comte de Bourmont, ancien chouan. On retrouve également des villélistes au sein du gouvernement. Ces nominations font grand bruit dans la presse, y compris aux yeux de certains ultras comme Chateaubriand qui quitte son poste pour ne pas servir un tel ministère.
À cette opposition de principe s'ajoute la crise économique qui règne alors en France, mais aussi l'incapacité du gouvernement à épurer l'administration et à préparer la nouvelle session parlementaire, ce qui ne peut que l'entraver dans sa politique. Par ailleurs, les vieux souvenirs sont ravivés avec, notamment, des commémorations en l'honneur des victimes du débarquement de Quiberon, qui effraient les libéraux. En retour, l'opposition s'incarne dans des banquets qui se multiplient, et durant lesquels les grandes figures libérales sont célébrées. On y acclame la charte constitutionnelle de 1814 plus que le roi, comme un défi à l'encontre de Polignac.
Alors que le gouvernement se divise (La Bourdonnaye démissionne ainsi rapidement), l'idée d'un changement de dynastie en faveur des Orléans circule de plus belle, avec pour objectif de pérenniser la monarchie constitutionnelle, qui semble compromise par les Bourbon. Dans le même temps, le pouvoir et la chambre entrent en conflit durant le mois de mars 1830. Royer-Collard rédige une pétition contre la politique royale, signée par 221 députés sur 402 : l’Adresse des 221. En conséquence, Charles X se résout à dissoudre la Chambre, et les ministres modérés démissionnent.

### Chute de Charles X: les Trois Glorieuses

La Liberté guidant le peuple d'Eugène Delacroix est une représentation symbolique des Trois Glorieuses.

Pour améliorer le prestige royal en vue des élections de juillet 1830, l’opération d’Alger est lancée le 25 mai. Il s’agit de conquérir ce territoire, en prenant pour prétexte la piraterie qui entrave le commerce méditerranéen. L'opération marque donc le début de la présence française en Algérie. Mais la prise d’Alger n’est connue que le 9 juillet, pendant les élections. Il est trop tard, l’opposition en tire une nouvelle majorité : les 221 deviennent 274.
Le 25 juillet, Charles X suspend la liberté de la presse, dissout la Chambre et réduit le nombre des électeurs par les quatre ordonnances de Saint-Cloud. Les nouvelles élections sont fixées en septembre. Pour l’opinion, c’est un véritable coup d’État royaliste. L’atmosphère est tendue. Le 26 juillet, des journalistes publient dans plusieurs journaux un article de protestation rédigé par Adolphe Thiers. Les députés sont alors passifs. Mais le climat tendu, agité par les Républicains et anciens carbonari qui organisent la foule parisienne, déclenche les « Trois Glorieuses ». Dès le soir du 27 juillet, des barricades se dressent dans Paris. Les chefs libéraux monarchistes, tels que Guizot, Casimir Perier ou encore La Fayette tentent de négocier avec Charles X, puis, devant l'évolution des émeutes, décident de reprendre en main le mouvement par crainte de l'avènement d'une République. Quant au souverain, il tente en vain de redresser la situation en retirant les ordonnances et en formant le ministère Mortemart, qui ne voit pas le jour.
Le 30 juillet, les députés confient la lieutenance générale du royaume à Louis-Philippe d’Orléans, qui l'accepte le lendemain. Dans le même temps, Charles X, déjà déchu par la commission municipale de Paris, abdique (en ordonnant au dauphin de renoncer à ses droits) le 2 août, en faveur du duc de Bordeaux. Ce dernier étant trop jeune pour gouverner, il est décidé que le duc d'Orléans doit assurer la régence tandis que le souverain déchu part pour l'Angleterre. Cependant, ce règne de « Henri V » ne débute pas dans les faits : il est alors déjà trop tard, la nouvelle de la lieutenance générale de Louis-Philippe ainsi que l'adoption du drapeau tricolore se répandant déjà dans le pays.
Le 3 août, le duc d'Orléans, en sa qualité de lieutenant général, réunit les Chambres et forme un gouvernement en vue d'une révision de la Charte de 1814, qui est acceptée à une nette majorité. Le 7 août, la Charte révisée est adoptée, et le duc d'Orléans devient roi. Il rejette le nom emblématique de Philippe VII au profit de celui de Louis-Philippe Ier. C'est la fin de la Restauration et le début de la monarchie de Juillet.